# Tarvogrundet
Tarvogrundet är en klippa i Finland.   Den ligger i landskapet Nyland, i den södra delen av landet, 6 km nordväst om huvudstaden Helsingfors. Tarvogrundet ligger 7 meter över havet.
Terrängen runt Tarvogrundet är platt. Havet är nära Tarvogrundet åt sydost.  Närmaste större samhälle är Helsingfors, 6,2 km sydost om Tarvogrundet. 